# Cappella della Madonna del Parto
La cappella della Madonna del Parto è un edificio religioso situato poco fuori Petroio sulla via per Castelmuzio, nel comune di Trequanda, in provincia di Siena.
Di recente restaurazione ad opera dell'Amministrazione comunale, vi sono stati rinvenuti affreschi attribuibili alla scuola senese del XV secolo. Tali affreschi sono state ricondotte allo stile della scuola di Sano di Pietro.

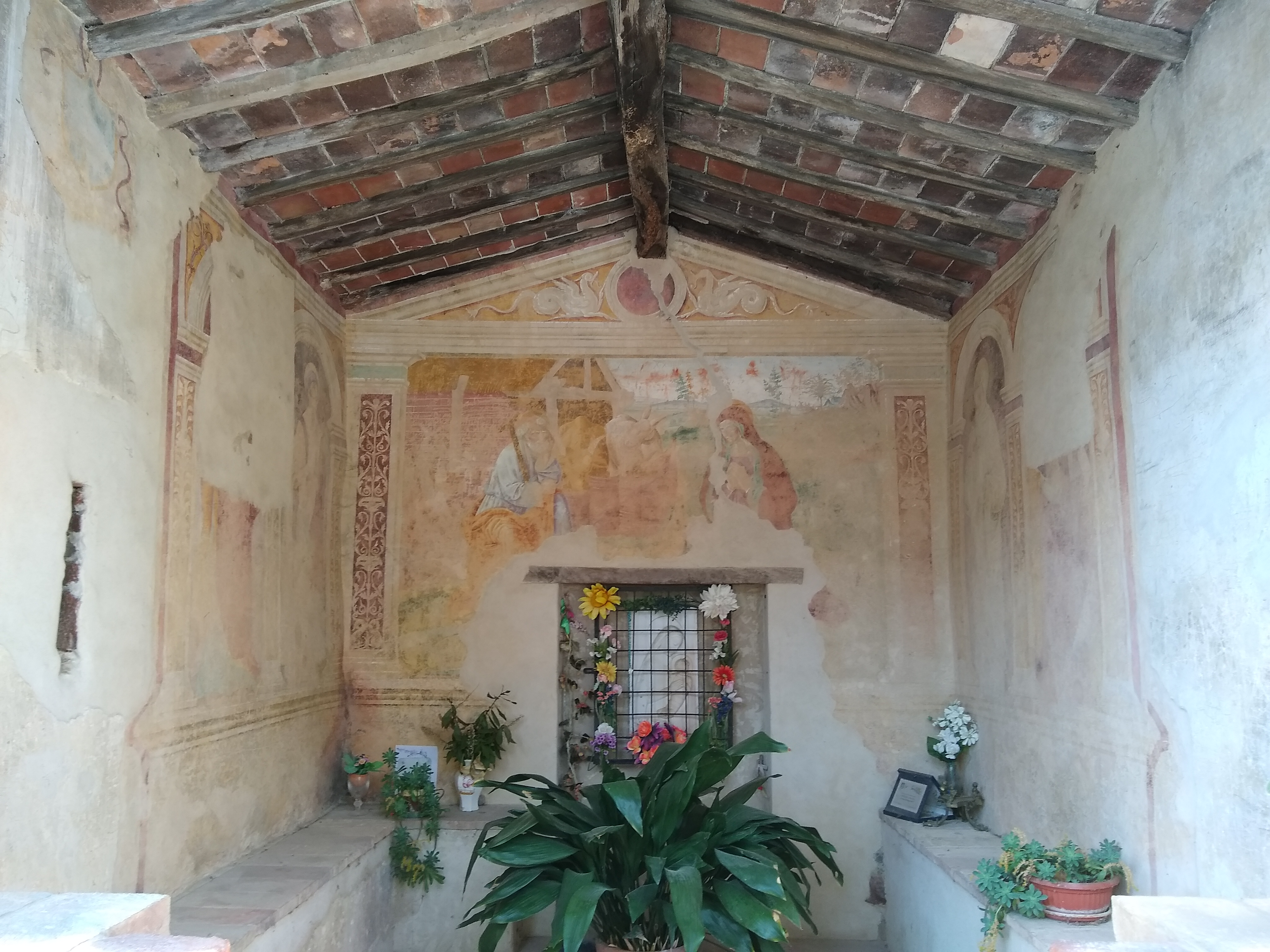
Veduta dell'interno